# Antònia Vicens i Picornell
Antònia Vicens i Picornell (Santanyí, 27 marzo 1941) è una scrittrice spagnola di lingua catalana.
Ha ricevuto un riconoscimento nel 1965 per il suo primo libro intitolato, Banc de fusta, (Banca di legno), pubblicato nella piccola località di Cantonigròs. Il libro, Ambientato a Maiorca, esplora le dinamiche familiari e sociali attraverso la storia di una giovane donna che si confronta con le sfide della vita quotidiana e le tradizioni della sua terra. La protagonista vive in un contesto rurale, dove le relazioni interpersonali e le tensioni sociali sono influenzate dalla presenza del turismo e dai cambiamenti economici. Con uno stile verista, Vicens offre una riflessione profonda sull'identità, la memoria e il legame con la propria terra, rendendo Banc de fusta un'opera significativa nella letteratura catalana contemporanea.
Il suo primo grande successo arrivò nel 1967 con il premio Sant Jordi, vinto per il suo secondo romanzo, 39º a l'ombra (39º all'ombra). Il libro affronta le tematiche del turismo e della sua influenza sulla vita e sull'identità di Maiorca. La storia ruota attorno a un gruppo di personaggi che vivono in un contesto segnato dall'impatto del turismo di massa, esplorando le tensioni tra la tradizione e il cambiamento. La protagonista, una giovane donna, si confronta con le sfide quotidiane della vita in un'isola in trasformazione, dove il turismo porta sia opportunità che minacce. Attraverso una narrazione ricca di dettagli e introspezione, Vicens mette in luce le difficoltà dei residenti nel mantenere la propria identità culturale di fronte alle pressioni esterne.Il romanzo è caratterizzato da uno stile verista e da una profonda attenzione per l'ambiente e le relazioni umane, rendendolo un'opera significativa nella letteratura catalana contemporanea. Con 39º a l'ombra, Vicens offre una riflessione critica sulla società maiorchina e sulle sue contraddizioni, ponendo interrogativi sul futuro dell'isola in un'epoca di rapidi cambiamenti.
L'ambiente e l'atmosfera di Maiorca, insieme ai problemi di equilibrio tra turismo e conservazione del territorio, costituiscono la principale fonte di ispirazione per questi due volumi e per le sue opere successive.
Nel 1977, Antònia Vicens i Picornell entrò a far parte del consiglio dell'Associazione di Scrittori in Lingua Catalana (AELC) come vicepresidente per le Isole Baleari. Nel 1999 ricevette la Croce di Sant Jordi per il suo impegno nella diffusione e promozione della lingua e della cultura catalana. Nel 2004 vinse la medaglia Ramon Llull, che però decise di rifiutare in segno di protesta contro la politica linguistica del governo delle Isole Baleari. Nel 2018 ha ottenuto il Premio Nazionale per la Poesia.
I suoi libri sono stati tradotti in diverse lingue, tra cui inglese, tedesco, italiano e spagnolo, contribuendo così alla diffusione della sua opera al di fuori dei confini catalani.

## Opere

### Racconti
- 1968 Banc de fusta
- 1980 Primera comunió
- 2005 Tots els contes

### Romanzi
- 1968 39º a l'ombra
- 1971 Material de fulletó
- 1974 La festa de tots els morts
- 1980 La Santa
- 1982 Quilòmetres de tul per a un petit cadàver
- 1984 Gelat de maduixa
- 1987 Terra seca
- 1997 L'àngel de la lluna
- 1998 Massa tímid per lligar
- 1998 Febre alta
- 2002 Lluny del tren
- 2005 Tots et cavals, LaBreu Edicions; 1ª edizione (1 febbraio 2005)
- 2007 Ungles perfectes

### Memorie
- 1993 Vocabulari privat (insieme a Josep Maria Llompart de la Peña)

## Premi letterari
- 1967 Sant Jordi:39º graus a l'ombra
- 1981 Premio Città di Palma con il romanzo: Quilòmetres de tul per a un petit cadàver